# Xã Greenville, Quận Floyd, Indiana
Xã Greenville (tiếng Anh: Greenville Township) là một xã thuộc quận Floyd, tiểu bang Indiana, Hoa Kỳ. Năm 2010, dân số của xã này là 6.746 người.